# Allomacrus arcticus
Allomacrus arcticus là một loài tò vò trong họ Ichneumonidae.